# Sumoto
Sumoto (Japans: 洲本市, Sumoto-shi) is een stad in de prefectuur Hyogo, Japan. Begin 2014 telde de stad 45.265 inwoners. De stad ligt op het eiland Awaji.

## Geschiedenis
Op 11 februari 1940 werd Sumoto benoemd tot stad (shi). In 2006 werd de gemeente Goshiki (五色町) toegevoegd aan de stad.
Steden:
Aioi · Akashi · Ako · Amagasaki · Asago · Ashiya · Awaji · Himeji · Itami · Kakogawa · Kasai · Kato · Kawanishi · Kobe (hoofdstad) · Miki · Minamiawaji · Nishinomiya · Nishiwaki · Ono · Sanda · Sasayama · Shiso · Sumoto · Takarazuka · Takasago · Tamba · Tatsuno · Toyooka · Yabu

Districten:
Ako · Ibo · Kako · Kanzaki · Kawabe · Mikata · Sayo · Taka
Gemeenten per district